# Hybanthus prunifolius
Hybanthus prunifolius är en violväxtart som först beskrevs av Alexander von Humboldt och Bonpl, och fick sitt nu gällande namn av G. K. Schulze. Hybanthus prunifolius ingår i släktet Hybanthus och familjen violväxter. Inga underarter finns listade i Catalogue of Life.